# Teun Rohof
Teun Rohof (30 maart 1985) is een Nederlands hockeyer.
Rohof speelde tot dusver 24 interlands (0 doelpunten) voor de Nederlandse hockeyploeg. De verdediger maakte zijn debuut onder bondscoach Roelant Oltmans op 30 november 2005 in een oefenwedstrijd in en tegen België (2-0 winst). Het WK in 2010 in India is tot dusver het enige grote toernooi waaraan Rohof met de Nederlands ploeg mocht deelnemen. Op dit toernooi pakte Nederland de bronzen medaille.
Rohof doorliep de jeugd bij Oranje Zwart en bij nationale jeugdelftallen. Vanaf 2001 speelde hij in het eerste team in de Hoofdklasse bij de Eindhovenaren. Met die club werd hij in 2005 landskampioen. In de zomer  van 2006 verruilde Rohof Oranje Zwart voor zijn huidige club Amsterdam H&BC. Met Amsterdam vierde hij successen in 2011 en 2012.
Rohof speelde een recordaantal van tien internationale zaaltiteltoernooien voor Oranje verdeeld over zeven EK’s en drie WK’s, eveneens een record. Op het WK in Pretoria passeerde hij als eerste speler van Oranje de grens van vijftig interlands op internationale titeltoernooien.